# Bois d'arc
Pour les articles homonymes, voir Bois d'arc (homonymie).

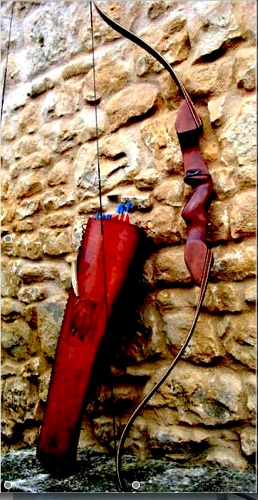
Arc et carquois

Le bois d'arc est une terminologie pour désigner les variétés d'arbres dont les branches furent utilisées dans la fabrication des arcs. L'expression est toujours utilisée de nos jours notamment par les facteurs d'arcs lors de la fabrication d’arcs traditionnels. 

## Variétés d'arbres
Le bois d'arc désigne toute une gamme d’essences forestières.
Depuis l'Antiquité et le Moyen Âge, les végétaux les plus courants pour la conception des arcs furent :
- le bambou, (désigne diverses espèces de Poaceae ou Graminées de la tribu des Bambuseae)
- le buis,
- le chêne,
- l'érable,
- le frêne,
- l'if commun,
- le noisetier,
- l'oranger des Osages,
- l'orme,
- le robinier.

## En Europe
En Europe le plus prisé car le plus performant fut l’if surnommé "le roi des bois d’arc". Néanmoins l'orme fut également très utilisé, comme l'atteste la découverte d'arcs en bois d'orme, datant de 8 500 ans, retrouvés dans les tourbières d'Holmegaard situées dans l'amter du Danemark de Storstrøm.

## En Amérique
Les Amérindiens utilisaient les branches de l'oranger des Osages. Bien que cet arbre fasse référence à la tribu des Osages, cette variété était utilisée sur tout le continent nord-américain. Ils surnommèrent cet arbre "Bois d'arc" en reprenant l'expression française dès le XVIIe siècle, à l'époque de la Nouvelle-France et de la Louisiane française. Les Américains ont repris le terme français "Bois d'Arc" pour désigner l'oranger des Osages.

## En Asie
Le bois d'Arc le plus couramment utilisé est le bambou. Au Japon, pour la fabrication du Yumi, les fabricants utilisent le bambou et du bois (haze).

## Sources
1. ↑  « Les bois d'arc », sur arcs.viguier.free.fr (consulté le 14 avril 2023).
2. ↑  http://pagesperso-orange.fr/archers.odon/facteur_d'arc.htm
3. ↑  « Localisation », sur pagesperso-orange.fr (consulté le 14 avril 2023).
4. ↑  « Loading... », sur archerie-primitive.com (consulté le 5 novembre 2023).
5. ↑  http://www.phoenixcommotion.com/pdf/bois_darc.pdf